# 小野澤宏時
- 小野沢宏時

小野澤 宏時（おのざわ ひろとき、Hirotoki ONOZAWA、1978年3月29日 - ）は、日本の元ラグビーユニオン選手。スポーツ研究者・スポーツ指導者。
ラグビーワールドカップに2003年、2007年、2011年の3度出場し、3大会すべてでトライを記録した唯一のレジェンドラガーマン。13年間日本代表の主にウィングとして国際試合81回に出場（日本歴代2位）し、55トライを獲得。2014年、日本代表 スポットコーチ（チームメンター）に就任。現役引退後は、Bring Up Rugby Academyコーチ。2021年に静岡県ラグビーフットボール協会の理事に就任。静岡県教育委員会委員、複数の大学講師も担当している。ラグビー選手の小野澤謙真 は長男。

## 人物・来歴
父親がラグビーをやっていたこともあり、1990年に静岡聖光学院中学校でラグビーをはじめる。週3回しかない練習環境で、中学2年時より葛西祥文（元日本代表／日体大・サントリー出身）に指導を受けながら独自の練習法を実施。1996年に中央大学文学部フランス語文学文化専攻に進学し1年時に、U-19日本代表に選出。2001年にラグビー日本代表のデビュー戦（vsウェールズ）でトライをあげる。その後、ラグビーワールドカップ2003、ラグビーワールドカップ2007、ラグビーワールドカップ2011と3大会連続ですべての試合（合計12試合）に出場し、すべての大会でトライも獲得。日本代表通算：81キャップで日本歴代2位、55トライ（世界歴代4位）をあげた。
2003年のトップリーグ 開幕戦、vs神戸製鋼に出場し、トップリーグのトライ第1号を含む4トライ。2008年にリーグ戦とプレーオフでMVPを連続受賞し、2010年・2011年には最多トライゲッターを獲得した。ベスト15（メンバー）にはフルバックで1度、ウイングで7度選出された。トップリーグ18年間のリーグ戦通算で最多トライ（109トライ）を獲得した功績で2021年に特別賞を受賞した。
ラグビー人生を振り返った著書『倒れるな』の中で、自身のキャリアに関しては「劇的な人生でもなく、これといった挫折もなく、大きな怪我から立ち直ったというエピソードもなく、毎日フワッと生活していて大して面白くもない人生」だと語るが、広い意味でのアスリート育成に尽力し、教育・指導に関して強い想いを持っている。特に自分に対する信頼感（自己効力感）の育成や習得方法、協働実践の徹底やスキルの習得からはじめないスポーツを通じた学習に尽力している。
2023年度ラグビー高校日本代表のWTB/FB小野澤謙真（静岡聖光学院→慶応義塾大学）は長男　

### 教育者・指導者
現役時代からアスリートのセカンドキャリアを真剣に自ら考え取り組む。「様々なことを経験し人としての貯金を増やす」ことが選手としての価値が上がり、長く現役を続けられるかもしれないとの考えを持ち自らで実践。2003年の入社4年目に、教員免許取得を主な目的としサントリーでは3人目のプロ契約を締結。社員として働いていた時間を使って保健体育の教員免許を取得。2010年筑波大学大学院（修士課程）スポーツ健康システム・マネジメント専攻 スポーツプロモーションコースに進学。2015年からは自らも学び続ける教育者としてデュアルキャリアの実践として静岡産業大学 非常勤講師で、一般教養の体育授業を担当。2017年 常葉大学 非常勤講師も担当と同時に、日本体育大学 博士課程に進学し、福井県の選手兼任コーチに就任。2018年からは、ラグビー元日本代表キャプテンの菊谷崇、箕内拓郎、と共に小中学生向けの状況判断、コミュニケーションを重視した「Bring Up Athletic Society」を設立し指導している。2020年には、体育の授業以外でラグビーを活かせないかという発想を元に企画した『ラグビー×道徳』の研究授業を東京都世田谷区の小学校で実施。ラグビーというスポーツを通じて、コミュニケーション能力・状況判断能力・考える力の向上に役立てたいと日々研究している。

### ラグビーボールを使った鬼ごっこのようなゲーム「チェイスボール」を考案（オノタケ式・静岡式フットボール）
ラグビーではパスを出せる角度は180度だけ。サッカーは倍の360度。その中で、ディフェンスがどうやって相手にプレッシャーをかけるのか。はめにいっているのか。その群れとしての動きがすごく興味深いと考え、前投げ可能、ビブス（上着）に装着したマジックテープ式タグをタックル代わりに取る等、タグラグビーを基に、体格や能力差を問わず楽しめる内容にした「チェイスボール」を開発。2018年には教育プログラムの研究・開発をまとめた指導書も出版。「ゲームの中で考え、スキルを身に付けさせる」新しい指導法として注目をされ、東京都町田市の全小学校が取り組むなど、全国で広がりをみせている。
スポーツの習熟度を高めるのが目的ではなく、スポーツを使い皆が話をするきっかけにして欲しいと考え、ラグビーボールやサッカーぼーるを使った新しいボールゲームとして「静岡式フットボール」を開発。ラグビーとサッカーのルールを併せ持ち、アイルランドの手を使うサッカーゲーリックフットボールの要素も取り入れた『鬼ごっこ×バスケ×サッカー＋ラグビーボール』のスポーツ。3秒しかボールを保持できないため未来予測が求められ、スポーツを通じてコミュニケーションの楽しさ、ゲームセンスや社交性を楽しみながら身につく。

### うなぎステップ・ラバーマン
うなぎのようにニョロッと抜け出し、キレのあるステップでボールをインゴールへと運ぶ小野澤。2000年、抜けそうもないところから突破する、小野澤特有のプレーをサンケイスポーツラグビー担当の芳賀宏氏が「うなぎステップ」と命名。し、体幹の強さ・アジリティ（敏捷さ・瞬間的な速さ）やバランス感覚の良さで動きで相手を交わし続け前に進む「キレキレのステップ」は“うなぎステップ”の名で日本では定着。。海外メディアからはゴムのような柔らかいステップから「ラバーマン（rubber man）」と呼ばれている。

## 経歴・履歴
- 静岡県島田市（金谷町）出身
- 小野澤家の長男
- 誕生時の体重は4,250グラム
- 身長180cm、体重86kg[13]
- 血液型A型
- ポジションはウィング(WTB)とフルバック(FB)
- ニックネームは『ざわ』
- 趣味は競技自転車でのサイクリング[14]LOOKに乗り、JSPORTSの番組にゲスト出演し、自転車について熱く[15]語っていた。
- 大洋ホエールズの元投手、竹内宏彰は義父。
- 2005年に長男が誕生し、現在2男の父。

### 所属チーム
- 1990年〜1993年 静岡聖光学院中学校ラグビー部
- 1993年〜1996年 静岡聖光学院高等学校ラグビー部
- 1996年〜2000年 中央大学ラグビー部
- 2000年〜2014年 サントリーサンゴリアス
- 2014年〜2017年 キヤノンイーグルス[16][17]
- 2017年〜2021年 福井県スポーツ協会

### 年表
- 1994年 - 静岡聖光学院高等学校ラグビー部2年の全国高等学校ラグビーフットボール大会予選（静岡県大会準決勝：vs桐陽高等学校）で逆転トライ（◯ 27-25）をあげる。これが13歳からラグビーをはじめて、記憶に残っている中での初めてのトライ
- 2000年 - 中央大学文学部卒業後、サントリーに入社。東日本社会人リーグの7試合で14トライを取りトライ王に
- 2001年 - ラグビー日本代表デビュー
- 2003年 - ラグビーワールドカップ2003全試合に出場。スコットランド戦ではチーム唯一のトライを獲得
- 2005年 - ラグビー7人制ワールドカップに出場
- 2006年 - キャプテン代行
- 2007年 - ラグビーワールドカップ2007全試合に出場。ウェールズ戦でインターセプトからのトライ[18]を獲得
- 2008年 - リーグ戦とプレーオフ（マイクロソフトカップ）の2つでMVPを獲得。10月13日の日本IBMビッグブルー戦でトップリーグ初の通算50トライ[19]
- 2010年 - 筑波大学大学院（修士課程）に進学。トップリーグトライ王を獲得
- 2011年 - ラグビーワールドカップ2011全試合に出場。ニュージーランド戦で、王者ニュージーランドに対してチーム唯一のトライを獲得。ラグビーワールドカップ3大会連続でトライをあげた。トップリーグでもトライ王（2年連続）獲得し、12月4日にジャパンラグビートップリーグ通算100試合出場[20]を達成
- 2012年 - 福岡サニックス戦でトップリーグ史上初となる通算100トライを達成[21] した。後に小野澤は著書で「人生で一番プレッシャーのかかった中でのトライ」と語っている。
- 2013年 - フィジー代表戦で日本代表キャップ数が日本代表歴代最多記録の「80」[22]を達成
- 2014年 - 「サントリーサンゴリアス」を退団し「キヤノンイーグルス」に入団。ラグビー日本代表のスポットコーチ（チームメンター）[23]に就任
- 2015年 - 静岡産業大学 非常勤講師
- 2017年 - 常葉大学 非常勤講師、日本体育大学 博士課程に進学
- 2018年 - Bring Up Rugby Academy（ブリングアップラグビーアカデミー）を主宰しコーチに就任。地元静岡県のプロサッカークラブ「清水エスパルス」アスレティックアドバイザー[24]に就任。第73回国民体育大会「福井しあわせ元気国体」ラグビー成年男子の部 7人制ラグビー 優勝
- 2019年 - 女子7人制ラグビークラブ「アザレアセブン」初代監督[25]に就任[-2021年]
- 2021年 - 静岡県ラグビーフットボール協会 理事[26]に就任

## 著書・掲載誌
- 著書『倒れるな』 ベースボールマガジン社、ISBN 4583105304、2013年[27]
- 著書『子どもが自ら動き出す! オノタケ式BG(ボールゲーム)指導ガイド[ラグビー新指導プログラム]』ベースボール・マガジン社、ISBN  458362557X、2018年［共著者：下嶽進一郎, 甲谷洋祐］
- 雑誌『ビッグコミックオリジナル』[28]インタビュー記事 小学館　2011年６月５日号

## メディア出演

### テレビ
- 2009年1月28日（水）『NEWS23』TBS
- 2010年12月26日（日）『Going!Sports&News』 日本テレビ
- 2011年9月17日（土）『「日本×ニュージーランド」まもなくキックオフ』00:58～01:03  日本テレビ
- 2011年9月27日（火）『Oha!4 NEWS LIVE』04:00～05:50  日本テレビ
- 2012年7月6日（金）『ツール・ド・フランス2012 第6ステージ』21:00～ J SPORTS 4
- 2012年12月16日（日）『ニュース&すぽると!』00:00～01:05  フジテレビ
- 2013年1月20日（日）『ニュース&すぽると!』00:00～01:05  フジテレビ
- 2013年1月28日（月）『GET SPORTS』00:45～02:40  テレビ朝日
- 2015年1月24日（土）『アスリートの魂 走り続けるために ラグビー 小野澤宏時』(NHK BS1)
- 2018年11月12日（月）『ラグビーウィークリー』BS朝日

#### テレビ（解説）
- 2018年12月22日（土）『大学ラグビー 第55回全国大学ラグビーフットボール選手権大会東海大学vs明治大学』NHK BS1解説
- 2019年9月22日（日）『ラグビーワールドカップ2019 日本大会 ニュージーランドvs南アフリカ』NHK BS1解説
- 2019年9月23日（月）『ラグビーワールドカップ2019 日本大会 アイルランドvsスコットランド』NHK BS1解説
- 2019年10月19日（土）『ラグビーワールドカップ2019 日本大会 イングランドvsオーストラリア』NHK BS1解説
- 2019年10月21日（月）『ラグビーワールドカップ2019 日本大会 ウェールズvsフランス』NHK BS1解説

### ラジオ
- 2019年10月5日 『ラグビーワールドカップ2019 日本大会 日本vsサモア』NHKラジオ解説
- 2019年10月26日 『ラグビーワールドカップ2019 日本大会 準決勝 イングランドvsニュージーランド』NHKラジオ解説

## 主な記録・実績
日本代表通算：81キャップ（日本歴代3位。1位は大野均で現役のリーチマイケルが2位）、
日本代表通算：55トライ（2014年時点では世界歴代4位で当時の1位は大畑大介）。1試合3トライ以上は通算7回。

### 受賞歴
- 2003-04 トップリーグベスト15
- 2005-06 トップリーグベスト15
- 2006-07 トップリーグベスト15
- 2007-08 トップリーグMVP[29]・プレーオフMVP（マイクロソフトカップMVP）・トップリーグベスト15
- 2008-09 トップリーグベスト15
- 2009-10 トップリーグベスト15・トップリーグ最多トライゲッター
- 2010-11 トップリーグベスト15・トップリーグ最多トライゲッター[30]
- 2011-12 トップリーグ特別賞(リーグ戦100試合出場達成)
- 2012-13 トップリーグベスト15
- トップリーグ特別賞 最多トライ（18年間のリーグ戦通算で109トライを獲得）

### 日本代表 トライ数（テストマッチ出場／キャップ数）
通算：41勝 37敗 3分。
ニュージーランド、オーストラリア、フランス、アイルランド、スコットランド、イングランド、ウェールズ、アルゼンチン、フィジー、ジョージア、サモア、イタリア、スペイン、トンガ、ルーマニア、アメリカ合衆国、ウルグアイ、カナダ、香港、ロシア、韓国、フィリピン、チャイニーズ・タイペイ、スリランカ、カザフスタン、アラブ首長国連邦、そしてアラビアンガルフ（バーレーン、クウェート、オマーン、カタール、サウジアラビア、アラブ首長国連邦のペルシア湾岸6ヶ国）と対戦。
3度出場したラグビーワールドカップではウェールズ、スコットランド、ニュージーランドから3大会連続でトライを挙げた。
| caps | 年     | 日付     | 開催国、場所                       | 対戦国               | トライ数 | 通算トライ数 | 勝敗 | スコア（日本-対戦国） | 試合概要                                  |
| ---- | ------ | -------- | ---------------------------------- | -------------------- | -------- | ------------ | ---- | --------------------- | ----------------------------------------- |
| 1.   | 2001年 | 6月17日  | 日本、秩父宮                       | ウェールズ           | 1        | 1            | ●    | 30-53                 | 代表デビュー戦                            |
| 2.   | 2001年 | 7月4日   | 日本、東京スタジアム               | サモア               | 1        | 2            | ●    | 8-47                  | 第6回パシフィックリム                     |
| 3.   | 2001年 | 7月8日   | 日本、秩父宮                       | カナダ               | 0        | 2            | ◯    | 39-7                  | 第6回パシフィックリム                     |
| 4.   | 2002年 | 5月19日  | 日本、国立競技場                   | ロシア               | 1        | 3            | ◯    | 59-19                 | リポビタンDチャレンジ                     |
| 5.   | 2002年 | 6月16日  | 日本、国立競技場                   | 韓国                 | 1        | 4            | ◯    | 90-24                 | ワールドカップ予選                        |
| 6.   | 2002年 | 7月6日   | 日本、国立競技場                   | チャイニーズタイペイ | 3        | 7            | ◯    | 155-3                 | ワールドカップ予選                        |
| 7.   | 2002年 | 7月14日  | 韓国、東大門運動場                 | 韓国                 | 1        | 8            | ◯    | 55-17                 | ワールドカップ予選                        |
| 8.   | 2003年 | 5月25日  | 日本、秩父宮                       | ロシア               | 0        | 8            | ●    | 34-43                 | スーパーパワーズカップ                    |
| 9.   | 2003年 | 6月5日   | 日本、大阪府・長居第2陸上競技場    | オーストラリア       | 0        | 8            | ●    | 5-63                  |                                           |
| 10.  | 2003年 | 6月8日   | 日本、秩父宮                       | オーストラリア       | 0        | 8            | ●    | 15-66                 | リポビタンDチャレンジ                     |
| 11.  | 2003年 | 6月15日  | 日本、花園                         | 韓国                 | 3        | 11           | ◯    | 86-3                  | 第5回日韓定期戦                           |
| 12.  | 2003年 | 7月3日   | 日本、味の素スタジアム             | イングランド         | 0        | 11           | ●    | 10-37                 |                                           |
| 13.  | 2003年 | 7月6日   | 日本、国立競技場                   | イングランド         | 0        | 11           | ●    | 20-55                 | リポビタンDチャレンジ                     |
| 14.  | 2003年 | 10月12日 | オーストラリア、タウンズビル       | スコットランド       | 1        | 12           | ●    | 11-32                 | 第5回ワールドカップ                       |
| 15.  | 2003年 | 10月18日 | オーストラリア、タウンズビル       | フランス             | 0        | 12           | ●    | 29-51                 | 第5回ワールドカップ                       |
| 16.  | 2003年 | 10月23日 | オーストラリア、タウンズビル       | フィジー             | 0        | 12           | ●    | 13-41                 | 第5回ワールドカップ                       |
| 17.  | 2003年 | 10月27日 | オーストラリア、ゴスフォード       | アメリカ合衆国       | 0        | 12           | ●    | 26-39                 | 第5回ワールドカップ                       |
| 18.  | 2004年 | 5月16日  | 日本、秩父宮                       | 韓国                 | 0        | 12           | △    | 19-19                 | 第6回日韓定期戦・アジア3カ国対抗兼W杯予選 |
| 19.  | 2004年 | 5月27日  | 日本、国立競技場                   | ロシア               | 0        | 12           | ◯    | 29-12                 | TOSHIBA スーパーパワーズカップ1回戦       |
| 20.  | 2004年 | 5月30日  | 日本、秩父宮                       | カナダ               | 0        | 12           | ◯    | 34-21                 | TOSHIBA スーパーパワーズカップ決勝戦      |
| 21.  | 2004年 | 7月4日   | 日本、秩父宮                       | イタリア             | 1        | 13           | ●    | 19-32                 | リポビタンDチャレンジ                     |
| 22.  | 2005年 | 4月16日  | ウルグアイ、モンテビデオ           | ウルグアイ           | 0        | 13           | ●    | 18-24                 | 南米遠征                                  |
| 23.  | 2005年 | 4月23日  | アルゼンチン、ブエノスアイレス     | アルゼンチン         | 1        | 14           | ●    | 36-68                 | 南米遠征                                  |
| 24.  | 2005年 | 5月8日   | 日本、秩父宮                       | 香港                 | 2        | 16           | ◯    | 91-3                  | W杯予選                                   |
| 25.  | 2005年 | 5月15日  | 韓国、寧越郡                       | 韓国                 | 0        | 16           | ◯    | 50-31                 | W杯予選・第7回日韓定期戦                  |
| 26.  | 2005年 | 5月25日  | 日本、国立競技場                   | ルーマニア           | 0        | 16           | ◯    | 23-16                 | TOSHIBA スーパーパワーズカップ1回戦       |
| 27.  | 2005年 | 5月29日  | 日本、秩父宮                       | カナダ               | 0        | 16           | ●    | 10-15                 | TOSHIBA スーパーパワーズカップ決勝戦      |
| 28.  | 2005年 | 6月19日  | 日本、秩父宮                       | アイルランド         | 0        | 16           | ●    | 18-47                 | リポビタンDチャレンジ                     |
| 29.  | 2005年 | 11月5日  | 日本、秩父宮                       | スペイン             | 1        | 17           | ◯    | 44-29                 | リポビタンDチャレンジ                     |
| 30.  | 2006年 | 11月18日 | 香港、香港FC                       | 香港                 | 1        | 18           | ◯    | 52-3                  | W杯最終予選                               |
| 31.  | 2006年 | 11月25日 | 香港、香港FC                       | 韓国                 | 1        | 19           | ◯    | 54-0                  | W杯最終予選                               |
| 32.  | 2007年 | 4月22日  | 日本、秩父宮                       | 韓国                 | 4        | 23           | ◯    | 82-0                  | アジア3カ国対抗・第9回日韓定期戦          |
| 33.  | 2007年 | 6月2日   | オーストラリア、コフスハーバー     | トンガ               | 0        | 23           | ◯    | 20-17                 | パシフィック・ネイションズカップ          |
| 34.  | 2007年 | 6月9日   | オーストラリア、タウンズビル       | オーストラリア       | 0        | 23           | ●    | 10-71                 | パシフィック・ネイションズカップ          |
| 35.  | 2007年 | 6月24日  | 日本、秩父宮                       | ニュージーランド     | 0        | 23           | ●    | 3-51                  | パシフィック・ネイションズカップ          |
| 36.  | 2007年 | 9月8日   | フランス、リヨン                   | オーストラリア       | 0        | 23           | ●    | 3-91                  | 第6回ワールドカップ                       |
| 37.  | 2007年 | 9月12日  | フランス、トゥールーズ             | フィジー             | 0        | 23           | ●    | 31-35                 | 第6回ワールドカップ                       |
| 38.  | 2007年 | 9月20日  | ウェールズ、カーディフ             | ウェールズ           | 1        | 24           | ●    | 18-72                 | 第6回ワールドカップ                       |
| 39.  | 2007年 | 9月25日  | フランス、ボルドー                 | カナダ               | 0        | 24           | △    | 12-12                 | 第6回ワールドカップ                       |
| 40.  | 2008年 | 4月26日  | 韓国、仁川                         | 韓国                 | 1        | 25           | ◯    | 39-17                 | アジア5カ国対抗                           |
| 41.  | 2008年 | 5月3日   | 日本、花園                         | アラビアンガルフ     | 3        | 28           | ◯    | 114-6                 | アジア5カ国対抗                           |
| 42.  | 2008年 | 5月10日  | カザフスタン共和国、アルマトイ     | カザフスタン         | 1        | 29           | ◯    | 82-6                  | アジア5カ国対抗                           |
| 43.  | 2008年 | 5月18日  | 日本、新潟・東北電力スタジアム     | 香港                 | 1        | 30           | ◯    | 75-29                 | アジア5カ国対抗                           |
| 44.  | 2008年 | 6月8日   | 日本、福岡・レベスタ               | オーストラリア       | 0        | 30           | ●    | 21-42                 | パシフィック・ネイションズカップ          |
| 45.  | 2008年 | 6月15日  | 日本、仙台スタジアム               | トンガ               | 1        | 31           | ◯    | 35-13                 | パシフィック・ネイションズカップ          |
| 46.  | 2008年 | 6月22日  | 日本、国立競技場                   | フィジー             | 0        | 31           | ●    | 12-24                 | パシフィック・ネイションズカップ          |
| 47.  | 2008年 | 7月5日   | サモア、アピア                     | サモア               | 1        | 32           | ●    | 31-37                 | パシフィック・ネイションズカップ          |
| 48.  | 2009年 | 4月25日  | 日本、花園                         | カザフスタン         | 0        | 32           | ◯    | 87-10                 | アジア5カ国対抗                           |
| 49.  | 2009年 | 5月2日   | 香港、香港FC                       | 香港                 | 1        | 33           | ◯    | 59-6                  | アジア5カ国対抗                           |
| 50.  | 2009年 | 5月16日  | 日本、花園                         | 韓国                 | 4        | 37           | ◯    | 80-9                  | アジア5カ国対抗                           |
| 51.  | 2009年 | 6月18日  | フィジー、シンガトカ               | サモア               | 1        | 38           | ●    | 15-34                 | パシフィック・ネイションズカップ          |
| 52.  | 2009年 | 6月27日  | フィジー、ラウトカ                 | トンガ               | 0        | 38           | ◯    | 21-19                 | パシフィック・ネイションズカップ          |
| 53.  | 2009年 | 11月15日 | 日本、仙台スタジアム               | カナダ               | 1        | 39           | ◯    | 46-8                  | リポビタンDチャレンジ                     |
| 54.  | 2009年 | 11月21日 | 日本、秩父宮                       | カナダ               | 0        | 39           | ◯    | 27-6                  | リポビタンDチャレンジ                     |
| 55.  | 2010年 | 6月12日  | フィジー、ラウトカ                 | フィジー             | 0        | 39           | ●    | 8-22                  | パシフィック・ネイションズカップ          |
| 56.  | 2010年 | 6月19日  | 日本、サモア、アピア               | サモア               | 1        | 40           | ◯    | 31-23                 | パシフィック・ネイションズカップ          |
| 57.  | 2010年 | 6月26日  | 日本、サモア、アピア               | トンガ               | 0        | 40           | ◯    | 26-23                 | パシフィック・ネイションズカップ          |
| 58.  | 2010年 | 10月30日 | 日本、秩父宮                       | サモア               | 0        | 40           | ●    | 10-13                 | リポビタンDチャレンジ                     |
| 59.  | 2011年 | 4月30日  | 香港、香港FC                       | 香港                 | 1        | 41           | ◯    | 45-22                 | アジア5カ国対抗                           |
| 60.  | 2011年 | 5月21日  | スリランカ、コロンボ               | スリランカ           | 1        | 42           | ◯    | 90-13                 | アジア5カ国対抗                           |
| 61.  | 2011年 | 7月2日   | 日本、秩父宮                       | サモア               | 0        | 42           | ●    | 15-34                 | パシフィック・ネイションズカップ          |
| 62.  | 2011年 | 7月9日   | フィジー、スバ                     | トンガ               | 0        | 42           | ◯    | 28-27                 | パシフィック・ネイションズカップ          |
| 63.  | 2011年 | 7月13日  | フィジー、ラウトカ                 | フィジー             | 0        | 42           | ◯    | 24-13                 | パシフィック・ネイションズカップ          |
| 64.  | 2011年 | 8月21日  | 日本、秩父宮                       | アメリカ合衆国       | 0        | 42           | ◯    | 20-14                 | リポビタンDチャレンジ W杯壮行試合         |
| 65.  | 2011年 | 9月10日  | ニュージーランド、ノース・ハーバー | フランス             | 0        | 42           | ●    | 21-47                 | 第7回ワールドカップ                       |
| 66.  | 2011年 | 9月16日  | ニュージーランド、ハミルトン       | ニュージーランド     | 1        | 43           | ●    | 7-83                  | 第7回ワールドカップ                       |
| 67.  | 2011年 | 9月21日  | ニュージーランド、ファンガレイ     | トンガ               | 0        | 43           | ●    | 18-31                 | 第7回ワールドカップ                       |
| 68.  | 2011年 | 9月27日  | ニュージーランド、ネーピア         | カナダ               | 0        | 43           | △    | 23-23                 | 第7回ワールドカップ                       |
| 69.  | 2012年 | 4月28日  | カザフスタン共和国、アルマトイ     | カザフスタン         | 3        | 46           | ◯    | 87-0                  | アジア5カ国対抗                           |
| 70.  | 2012年 | 5月12日  | 韓国、城南                         | 韓国                 | 3        | 49           | ◯    | 52-8                  | アジア5カ国対抗                           |
| 71.  | 2012年 | 5月19日  | 日本、秩父宮                       | 香港                 | 2        | 51           | ◯    | 67-0                  | アジア5カ国対抗                           |
| 72.  | 2012年 | 6月5日   | 日本、愛知県・瑞穂                 | フィジー             | 0        | 51           | ●    | 19-25                 | パシフィック・ネイションズカップ          |
| 73.  | 2012年 | 6月10日  | 日本、秩父宮                       | トンガ               | 0        | 51           | ●    | 20-24                 | パシフィック・ネイションズカップ          |
| 74.  | 2012年 | 6月17日  | 日本、秩父宮                       | サモア               | 0        | 51           | ●    | 26-27                 | パシフィック・ネイションズカップ          |
| 75.  | 2012年 | 11月10日 | ルーマニア、ブカレスト             | ルーマニア           | 1        | 52           | ◯    | 34-23                 | 欧州遠征                                  |
| 76.  | 2012年 | 11月17日 | グルジア、トビリシ                 | ジョージア           | 1        | 53           | ◯    | 25-22                 | 欧州遠征                                  |
| 77.  | 2013年 | 4月20日  | 日本、福岡・レベスタ               | フィリピン           | 1        | 54           | ◯    | 121-0                 | アジア5カ国対抗                           |
| 78.  | 2013年 | 5月10日  | ドバイ、ザ・セブンズ               | アラブ首長国連邦     | 1        | 55           | ◯    | 93-3                  | アジア5カ国対抗                           |
| 79.  | 2013年 | 5月25日  | 日本、ニッパツ三ツ沢球技場         | トンガ               | 0        | 55           | ●    | 17-27                 | パシフィック・ネイションズカップ          |
| 80.  | 2013年 | 6月1日   | フィジー、ラウトカ                 | フィジー             | 0        | 55           | ●    | 8-22                  | パシフィック・ネイションズカップ          |
| 81.  | 2013年 | 6月8日   | 日本、花園                         | ウェールズ           | 0        | 55           | ●    | 18-22                 | リポビタンDチャレンジ                     |